# Phyllophilopsis neotropica
Phyllophilopsis neotropica là một loài ruồi trong họ Tachinidae.